# Juliana Veloso
Juliana Rodrigues Veloso (Río de Janeiro, 22 de diciembre de 1980) es una deportista brasileña que compitió en saltos de trampolín y plataforma. Ganó tres medallas en los Juegos Panamericanos, en los años 2003 y 2007.

## Palmarés internacional
| Juegos Panamericanos | Juegos Panamericanos            | Juegos Panamericanos | Juegos Panamericanos |
| Año                  | Lugar                           | Medalla              | Prueba               |
| -------------------- | ------------------------------- | -------------------- | -------------------- |
| 2003                 | Santo Domingo (Rep. Dominicana) | Medalla de plata     | Plataforma 10 m      |
| 2003                 | Santo Domingo (Rep. Dominicana) | Medalla de bronce    | Trampolín 3 m        |
| 2007                 | Río de Janeiro (Brasil)         | Medalla de bronce    | Plataforma 10 m      |